# Mohamed Lasram
Mohamed Lasram, également orthographié Mohammed Lasram ou M'hamed Lasram, né en 1866 et mort le 3 mars 1925, est un nationaliste tunisien.

## Biographie
Il appartient à une famille de la grande notabilité tunisoise beldi qui remonte à la notabilité de Kairouan et descendante d'une tribu yéménite,. Celle-ci regroupait de riches propriétaires terriens constituant une dynastie quasi-héréditaire de ministres de la Plume dès la deuxième moitié du XVIIIe siècle,.
Mohamed Lasram étudie à l'université Zitouna mais aussi au Collège Sadiki. Il séjourne ensuite durant deux ans en France. Membre du mouvement des Jeunes Tunisiens, il rédige des articles dans diverses revues où il encourage la généralisation de l'éducation aux deux sexes, la protection des habous, l'engagement des Tunisiens dans la vie politique et le rapprochement entre Français et Tunisiens.
Il travaille d'abord comme instituteur au Collège Alaoui puis devient patron de la direction des forêts. Doyen de l'association de la Khaldounia entre 1900 et 1909, il participe à la conférence coloniale organisée à Marseille en septembre 1906 et à la conférence nord-africaine tenue du 6 au 10 octobre 1908 en compagnie d'Abdeljelil Zaouche, Sadok Zmerli et Khairallah Ben Mustapha.